# Alue Buloh Satu
Alue Buloh Satu is een bestuurslaag in het regentschap Aceh Timur van de provincie Atjeh, Indonesië. Alue Buloh Satu telt 1135 inwoners (volkstelling 2010).